# Vladimír Bärtl
Vladimír Bärtl (* 14. července 1965 Liberec) je český diplomat, v letech 2020 až 2025 velvyslanec ČR v Lucembursku, předtím v letech 2014 až 2019 náměstek ministra průmyslu a obchodu ČR. Od února 2025 zastává post stálého představitele ČR při EU.

## Život
V letech 1979 až 1983 absolvoval SPŠ stavební v Liberci, následně v letech 1983 až 1988 vystudoval obor geodézie a kartografie na Fakultě stavební Českého vysokého učení technického v Praze (získal titul Ing.).
Po vysoké škole pracoval až do roku 1993 v akciové společnosti Geodézie ČS, mimo jiné získával odborné zkušenosti ke geografickým informačním systémům v Paříži. Spoluzakládal firmu HOUDEK se zaměřením na metrologii a transfer technologií, která vznikla roku 1994. Ve firmě působil do roku 1999.
Do soukromé sféry se ještě jednou vrátil, když v letech 2010 až 2014 působil ve firmě BCM Control, kde se věnoval marketingu, zavedení systému jakosti a dalším komerčním projektům.
Vladimír Bärtl je ženatý, má tři syny a dceru. Mluví anglicky, německy, francouzsky a rusky.

## Kariéra v diplomacii
V roce 1999 nastoupil na Ministerstvo zahraničních věcí ČR a mezi lety 2000 a 2004 pracoval na Velvyslanectví České republiky v Ottawě v Kanadě. Posléze působil dva roky na Ministerstvu průmyslu a obchodu ČR jako poradce náměstka ministra. V letech 2006 až 2010 pracoval na Velvyslanectví České republiky v Paříži ve Francii.
V letech 2014 až 2019 působil jako náměstek ministra průmyslu a obchodu ČR pro zahraniční obchod a Evropskou unii. V roce 2019 musel jako náměstek tehdejší ministryně průmyslu a obchodu ČR Marty Novákové (za hnutí ANO) vyprovodit ze sálu na akci MPO ČR zástupce Tchaj-wanu, na jeho přítomnost si tenkrát u Novákové stěžoval velvyslanec komunistické Číny v Praze.
Od února 2020 zastával pozici velvyslance ČR v Lucembursku. V únoru 2024 oznámilo Ministerstvo zahraničních věcí ČR, že má na konci roku 2024 nahradit na postu stálého představitele ČR při EU stávající velvyslankyni Editu Hrdou. Tato změna nakonec proběhla na přelomu ledna a února 2025.